# ヴェーレントの話
「ヴェーレントの話」（ヴェーレントのはなし、Velents þáttr smiðs）とは『シズレクのサガ』において、ウェーランド・スミス（ヴェーレント、ヴィーラント、ヴェルンド）について扱った部分につけられた名称である。

## あらすじ
ヴェーレントは、巨人ヴァジ（Vaði）の息子でシェラン島の出身だった 。彼は、フンの国出身のミーミルのもとへ徒弟に出された。しかし、同じ頃そこにはシグルズがいたため、ヴェーレントは他の徒弟たちに殴られた。それを知ったヴァジはヴェーレントを家へ連れ帰り、カラヴァ（Kallava）と呼ばれる山に住む2人の優れた腕を持つドワーフのもとへ送り出した。ドワーフたちはヴェーレントに自分たちの知る全てを教えることに同意したが、父親が息子を引き取りに来なければ彼を殺すと脅迫した。ヴァジは雪崩で死んだため、ヴェーレントはドワーフたちを殺した。
ヴェーレントは中を空洞にした木に入ってデンマークへ渡り、ようやくニズングの治めるユトランドへ辿り着いた。ヴェーレントはすぐにニズングの鍛冶アミリアスに挑戦された。アミリアスは鎧を、ヴェーレントはミームングという剣をそれぞれ鍛え、その剣で容易く自分の競争相手を殺した。こうして彼は鍛冶としての大いなる名声を得た。
戦いの前夜、ニズングは勝利の石を忘れてきたことに気づき、夜明け前までに石を持って来た者には娘と王国の半分を与えると提案した。ヴェーレントは石を持って帰ったが、王の主膳頭に譲るよう頼まれた。ヴェーレントは諦めることを拒絶し、その騎士を殺害した。ニズングはヴェーレントを追放した。
その後ヴェーレントは王と王の娘に毒を盛って復讐しようとしたが捕らえられ、膝の腱を切られて鍛冶場で働かされた。しかし彼は最終的にニズングの2人の幼い息子を殺し、彼らの骨で王の食卓用の食器類を一式をこしらえた。また、彼は王の娘を犯した。
ヴェーレントの弟エギルは宮廷にやってきた。彼はよく知られた弓矢の名手で、ニズングはエギルの息子の頭の上のリンゴを射るという難問を彼に与えた。エギルは初射で成し遂げたが、矢は3本持っていた。一射目で成功した後に王は他の2本はどうするつもりだったのかとたずねた。すると彼は息子に当ててしまったら、王とその他の者を射るつもりだったと答えた。
ヴェーレントは翼を作るためにエギルに羽根を集めるように頼んだ。ヴェーレントはニズングのもとへ飛んで行き、息子たちを殺したこと、娘を孕ませたことを暴露して飛び去った。エギルは王に射落とすように命じられたが、ヴェーレントは腕の下に血で満たした膀胱を結びつけていた。エギルはそれを打ち、そのため王は欺かれ、ヴェーレントはシェラン島に帰った。
間もなくニズングは亡くなり、生き残りの息子のオトヴィン（Otvin）が跡を継いだ。王女はヴィズガ（Viðga）という息子を産んだ。ヴェーレントはオトヴィンと和解し、王女と結婚した。そして双方の合意のもとヴェレントは去った。